# Peršaja Liha 2018
La Peršaja Liha 2018 è stata la 28ª edizione della seconda serie del campionato bielorusso di calcio. La stagione è iniziata il 6 aprile 2018 ed è terminata il 10 novembre successivo.

## Stagione

### Novità
Al termine della passata stagione sono salite in massima serie Luč Minsk e Smaljavičy-STI. Sono retrocesse in Druhaja liha Asipovičy e Nëman-Ahra Stoŭbcy.
Dalla Vyšėjšaja Liha 2017 sono retrocesse Slavija-Mazyr e Naftan. Dalla Druhaja liha sono saliti Čist e UAS Žytkavičy
La Tarpeda Minsk è stata ammessa in Vyšėjšaja Liha per rimpiazzare il Krumkačy Minsk.

### Formula
Le quindici squadre si affrontano due volte, per un totale di ventotto giornate più due turni di riposo.
Le prime due classificate, vengono promosse in Vyšėjšaja Liha 2019. L'ultima, invece, retrocede in Druhaja liha.

## Classifica finale
|  | Pos. | Squadra                | Pt | G  | V  | N  | P  | GF | GS | DR  |
|  | ---- | ---------------------- | -- | -- | -- | -- | -- | -- | -- | --- |
|  | 1.   | Slavija-Mazyr          | 70 | 28 | 21 | 7  | 0  | 69 | 13 | +55 |
|  | 2.   | Ėnerhetyk-BDU Minsk    | 67 | 28 | 21 | 4  | 3  | 69 | 23 | +46 |
|  | 3.   | Belšyna                | 59 | 28 | 18 | 5  | 5  | 59 | 23 | +36 |
|  | 4.   | Lida                   | 58 | 28 | 18 | 4  | 6  | 45 | 18 | +27 |
|  | 5.   | Naftan                 | 41 | 28 | 10 | 11 | 7  | 28 | 24 | +4  |
|  | 6.   | Ljakamatyŭ Homel'      | 40 | 28 | 10 | 10 | 8  | 44 | 29 | +15 |
|  | 7.   | Slonim-2017            | 36 | 28 | 9  | 9  | 10 | 37 | 37 | 0   |
|  | 8.   | Hranit Mikašėvičy (-1) | 34 | 28 | 8  | 11 | 9  | 28 | 34 | -6  |
|  | 9.   | Chimik Svetlahorsk     | 32 | 28 | 9  | 5  | 14 | 22 | 40 | -8  |
|  | 10.  | UAS Žytkavičy          | 28 | 28 | 6  | 10 | 12 | 23 | 38 | -15 |
|  | 11.  | Smarhon'               | 28 | 28 | 6  | 10 | 12 | 19 | 44 | -25 |
|  | 12.  | Orša                   | 27 | 28 | 8  | 3  | 17 | 33 | 53 | -20 |
|  | 13.  | Volna Pinsk            | 25 | 28 | 6  | 7  | 15 | 23 | 49 | -26 |
|  | 14.  | Baranavičy             | 19 | 28 | 4  | 7  | 17 | 17 | 42 | -25 |
|  | 15.  | Čist                   | 10 | 28 | 1  | 7  | 20 | 30 | 89 | -59 |

Legenda:
      Promossa in Vyšėjšaja Liha 2019.
      Retrocessa nelle Druhaja Liha 2019
Note:
Tre punti a vittoria, uno a pareggio, zero a sconfitta.